# KPMG
KPMG è una rete di società indipendenti, affiliate a KPMG International Cooperative, quest'ultima di diritto svizzero, di fornitura di servizi professionali alle imprese, specializzato nella revisione e organizzazione contabile, nella consulenza manageriale e nei servizi fiscali, legali e amministrativi. È attiva in 147 Paesi con circa 219.000 dipendenti.
KPMG fa parte delle cosiddette "Big Four", ovvero le quattro società di revisione che a livello mondiale si spartiscono la grande parte del mercato; le altre tre "big" sono PricewaterhouseCoopers, Deloitte & Touche e Ernst & Young. Fino al 2002 a queste si aggiungeva Andersen (ex Arthur Andersen) prima del fallimento seguito allo scandalo Enron negli Stati Uniti.

## Storia
Le origini di KPMG risalgono alla cosiddetta ‘golden age’ della contabilità tra la fine del XIX e l'inizio del XX secolo.
Nel 1987 è avvenuta la fusione tra Peat Marwick International (PMI) e Klynveld Main Goerdeler (KMG), in cui si è denominato la società come KPMG. Le quattro lettere sono le iniziali dei fondatori: Piet Klynveld, William Barclay Peat, James Marwick, Reinhard Goerdeler.

## In Italia
Il Network italiano è composto da KPMG SpA che si occupa di revisione contabile, KPMG Fides SpA che offre servizi amministrativi alle imprese, Studio Associato, che offre servizi fiscali e legali, KPMG Advisory SpA, che si occupa della consulenza e che controlla interamente Nolan, Norton Italia Srl, specificamente per la consulenza informatica.